# Poétisme
Le poétisme était un mouvement littéraire et artistique tchèque, inspiré du dadaïsme et fondé en 1923 par Karel Teige et Vítězslav Nezval.
« Selon Teige, l'expression la plus noble de l'art moderne n'était pas à chercher dans les cathédrales ou dans les galeries, mais dans les produits fonctionnels de la civilisation technique. (...) Le poétisme n'était pas en soi un art, mais un style de vie, une attitude et une forme de comportement. Il était favorable à la croissance d'un art ludique, non-héroïque, non-philosophique, espiègle et fantastique (...) » Jean-Gaspard Páleníček, d'après Alfred French, The Poets of Prague, London, 1969
« Bien que son manifeste soit paru quelque temps avant celui d'André Breton, il est évident que le poétisme est la forme tchèque du surréalisme, mais forme très originale, comme l'a bien montré Nezval, qui prétend «cultiver la rime pour en faire jaillir des éclairs nouveaux, tâcher d'obtenir des étincelles des assonances, essayer des rythmes insoupçonnés, subordonner l'image au jeu du vers et de la rime alors que les surréalistes travaillent avec l'image sans autre accessoire technique » Arts et littérature, 1936
« (...) le poétisme et le surréalisme tchèques s'inscrivent dans le large courant de l'émancipation spirituelle et culturelle de la Bohême tout entière, pour laquelle la période de l'entre-deux-guerres représente l'apogée d'un effort intellectuel entrepris un demi-siècle plus tôt » Jan Rubes, Le surréalisme français en traductions tchèques, in Les avant-gardes et la tour de Babel : interactions des arts et des langues, sous la direction de Jean Weisgerber, L'Âge d'Homme, 2000